# Боксиращо се кенгуру (филм, 1896)
„Боксиращо се кенгуру“ (на английски: The Boxing Kangaroo) е британски късометражен документален ням филм от 1896 година, заснет от режисьора Бърт Ейкрис по заявка на продуцента Робърт Уилям Пол. Филмът показва малко момче, което се боксира с кенгуру. В продължение на дълги години филмът е бил смятан за изгубен, преди кадри от кинопрограмата, представена от мидландския фотограф Джордж Уилямс на панаира в Хъл през 1896 година, съхранени в „Националния панаирен архив“ да са били идентифицирани, че са част от точно този филм.
„Боксиращо се кенгуру“ е един от общо четирите филма на боксова тематика, продуцирани и заснети от Ейкрис през 1896 година. Година по-рано германският режисьор Макс Складановски е заснел филм със същото заглавие, показващ как човек се боксира с кенгуру.